# Jetřichovice
Jetřichovice (deutsch: Dittersbach) ist eine Gemeinde Tschechiens nahe der Stadt Děčín.

## Geographie

### Lage
Jetřichovice liegt im Nordosten Tschechiens nahe der deutschen Grenze in der Böhmischen Schweiz.

### Gemeindegliederung
Die Gemeinde Jetřichovice besteht aus den Ortsteilen Jetřichovice (Dittersbach), Rynartice (Rennersdorf), Všemily (Schemmel) und Vysoká Lípa (Hohenleipa), die zugleich auch Katastralbezirke bilden. Grundsiedlungseinheiten sind Jetřichovice, Na Tokáni (Balzhütte), Rynartice, Všemily und Vysoká Lípa. Zu Jetřichovice gehören außerdem der aufgelassene Ort Zadní Jetřichovice (Hinterdittersbach) und die ebenfalls nicht mehr existente Einschicht Křinice (Kirnscht).

### Nachbarorte
|                                               | Sebnitz                                     |                     |
| Hřensko (Herrnskretschen), Růžová (Rosendorf) | Kompassrose, die auf Nachbargemeinden zeigt | Doubice (Daubitz)   |
| Srbská Kamenice (Windisch Kamnitz)            | Janská (Johnsbach), Kunratice (Kunnersdorf) | Chřibská (Kreibitz) |

## Geschichte
Der Ort entstand als Siedlung gegen Ende des 14. Jahrhunderts (1387 erstmals erwähnt) im Zuge des Ausbaus der alten Böhmerstraße, einem Handelsweg in die Lausitz. Der Ort hat eine alte Tradition der Glasbläserei, die noch heute in Schauwerkstätten sichtbar wird. Die alte Böhmische Glasstraße nahm hier ihren Anfang.
1778 wurde Jetřichovice von preußischen Truppen geplündert und in großen Teilen verwüstet. In den folgenden Jahren entwickelte sich das Gebiet zu einem beliebten Ausflugsziel. Viele bedeutende Dichter und Maler zog es in die malerische Gegend.

## Kultur und Sehenswürdigkeiten
Sehenswert ist neben einigen erhalten gebliebenen Umgebindehäusern die Barockkirche von 1752. Außerdem gibt es in der Ortsmitte, nahe der Barockkirche, eine sehenswerte Säule von 1814, gestiftet vom Handelsmann und Junggesell Franz Michel. Gegenüber stand früher der Michelhof, der auch eine Gaststätte beherbergte.

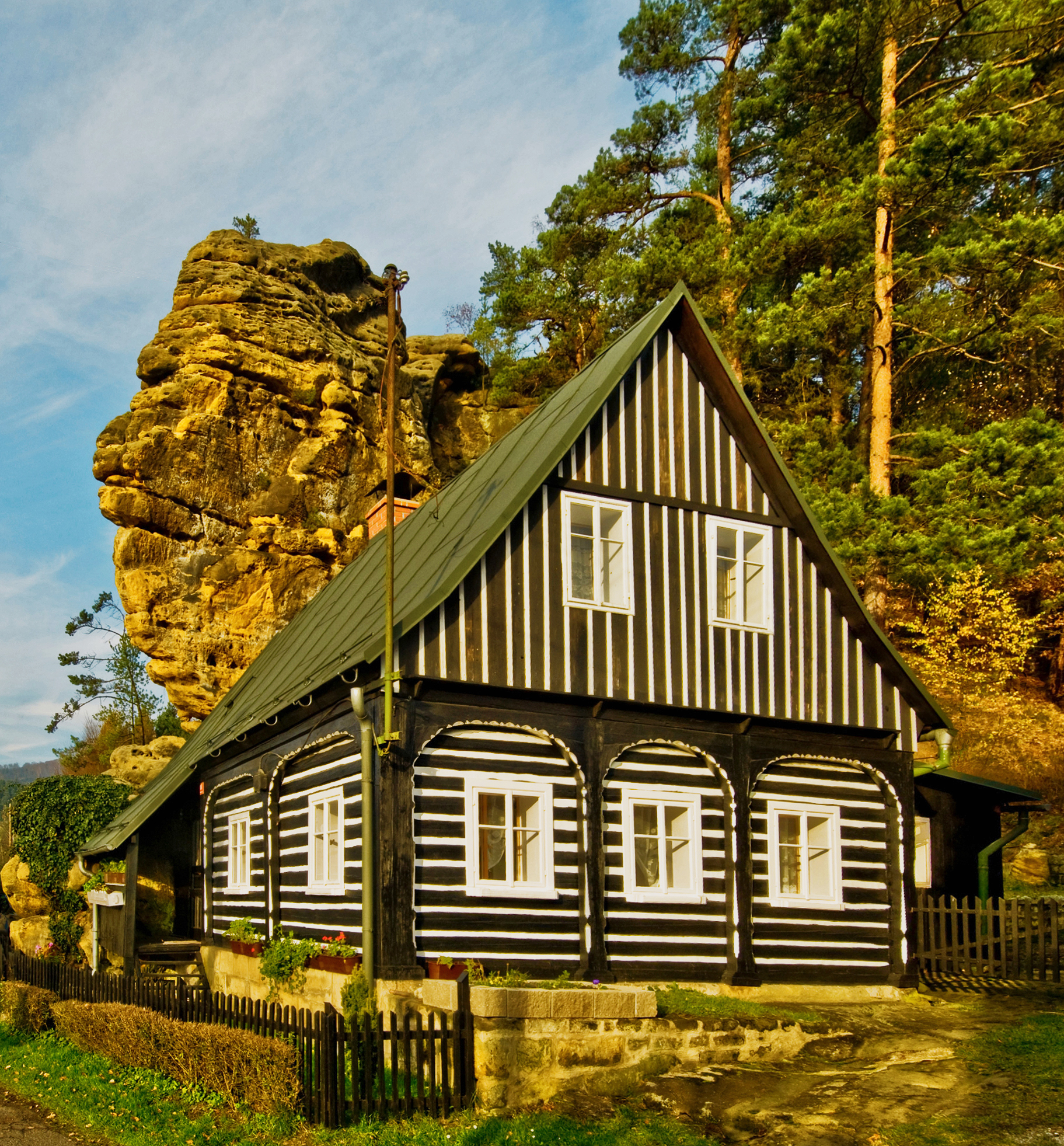
Umgebindehaus in Dittersbach.
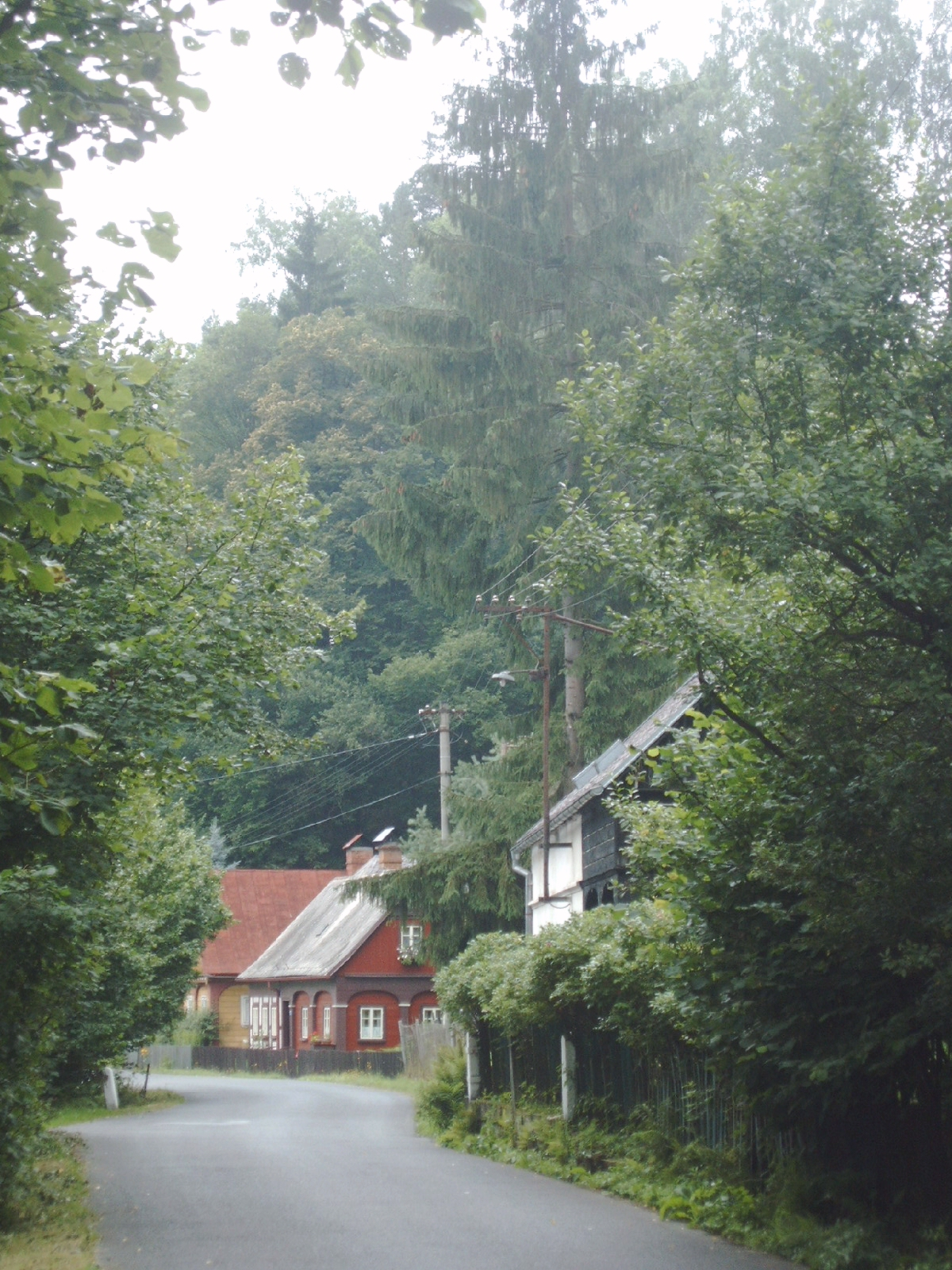
Am Ortsausgang von Jetřichovice.
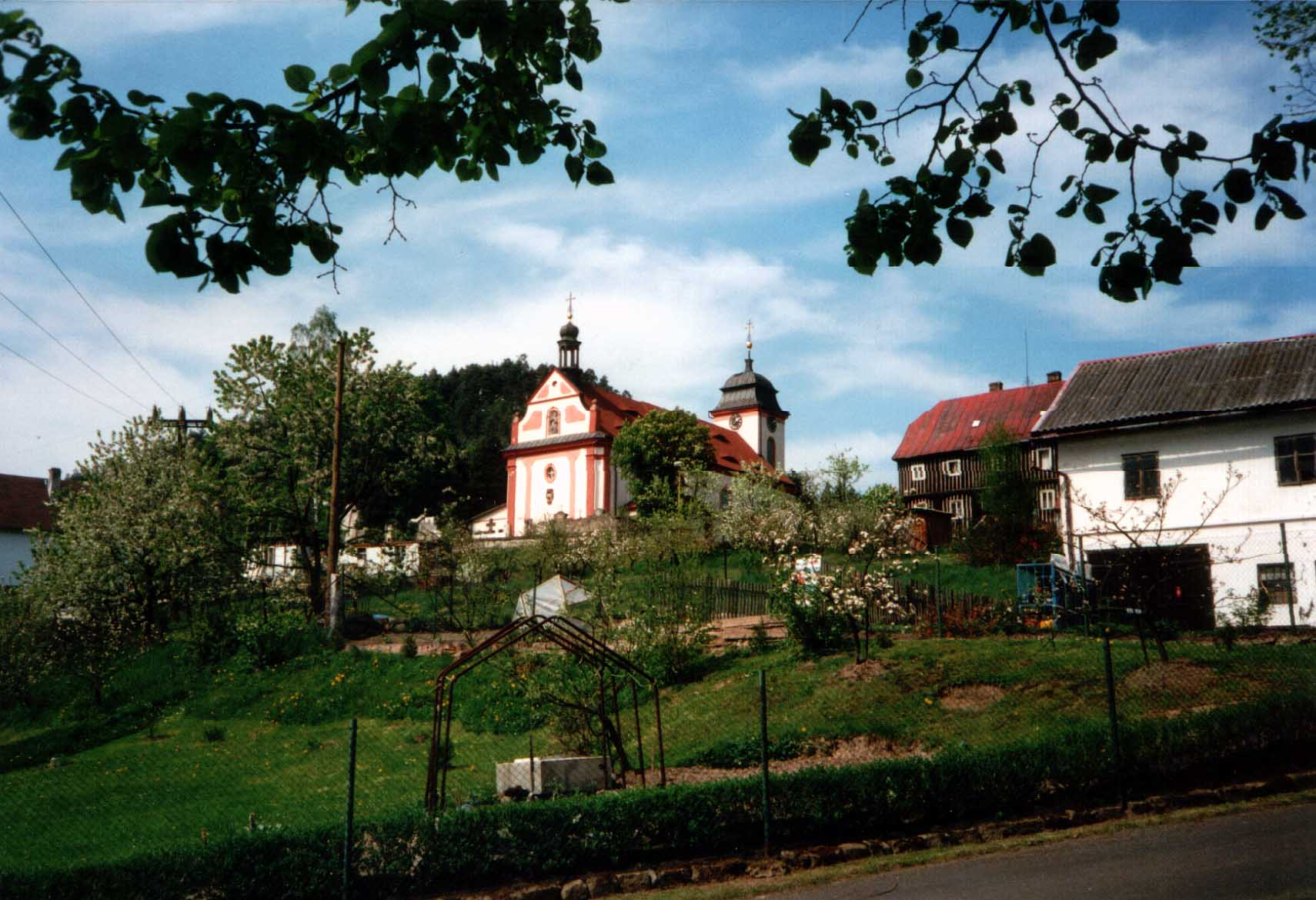
Barockkirche in Jetřichovice.
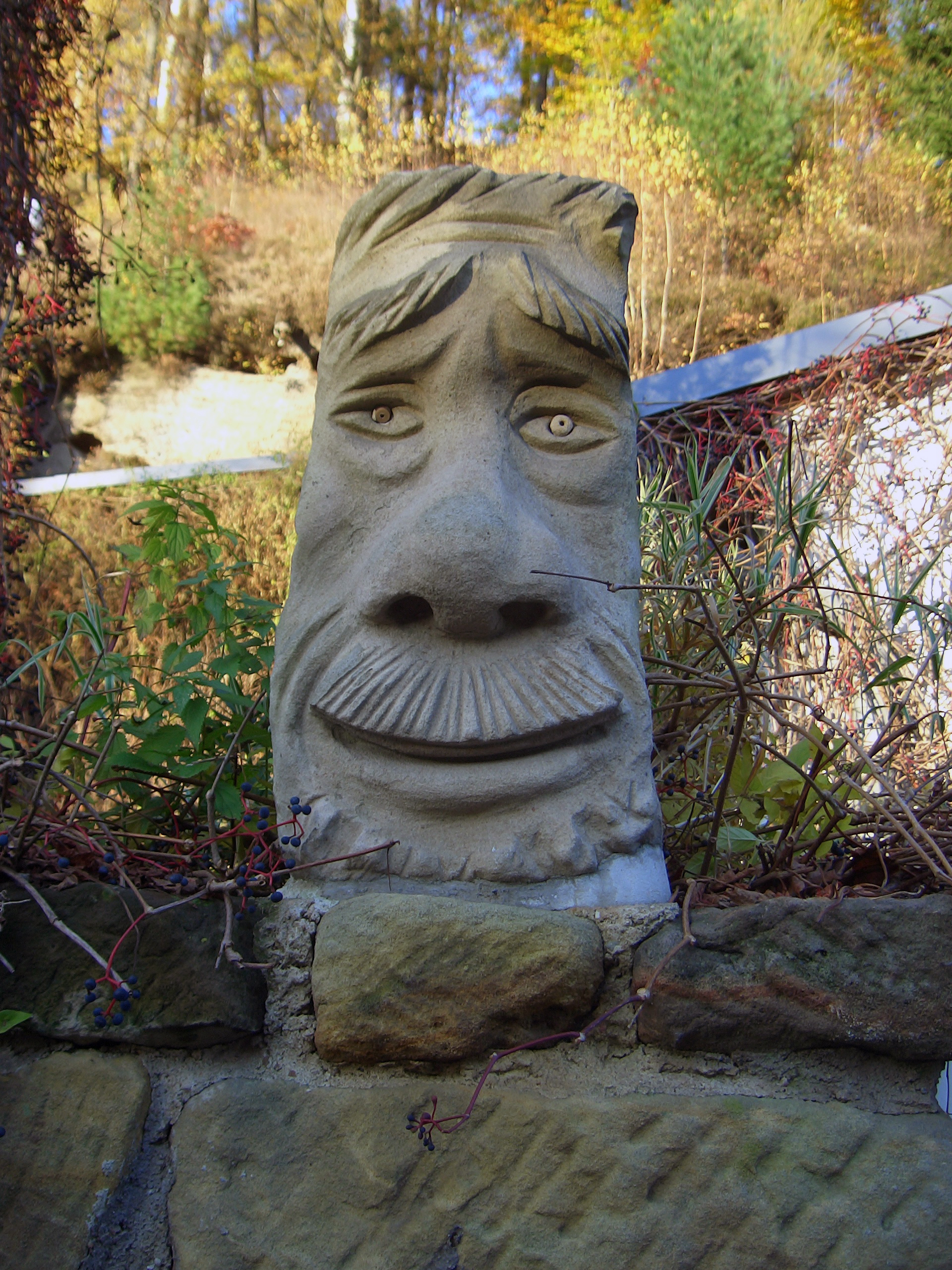
An der Dorfstraße.
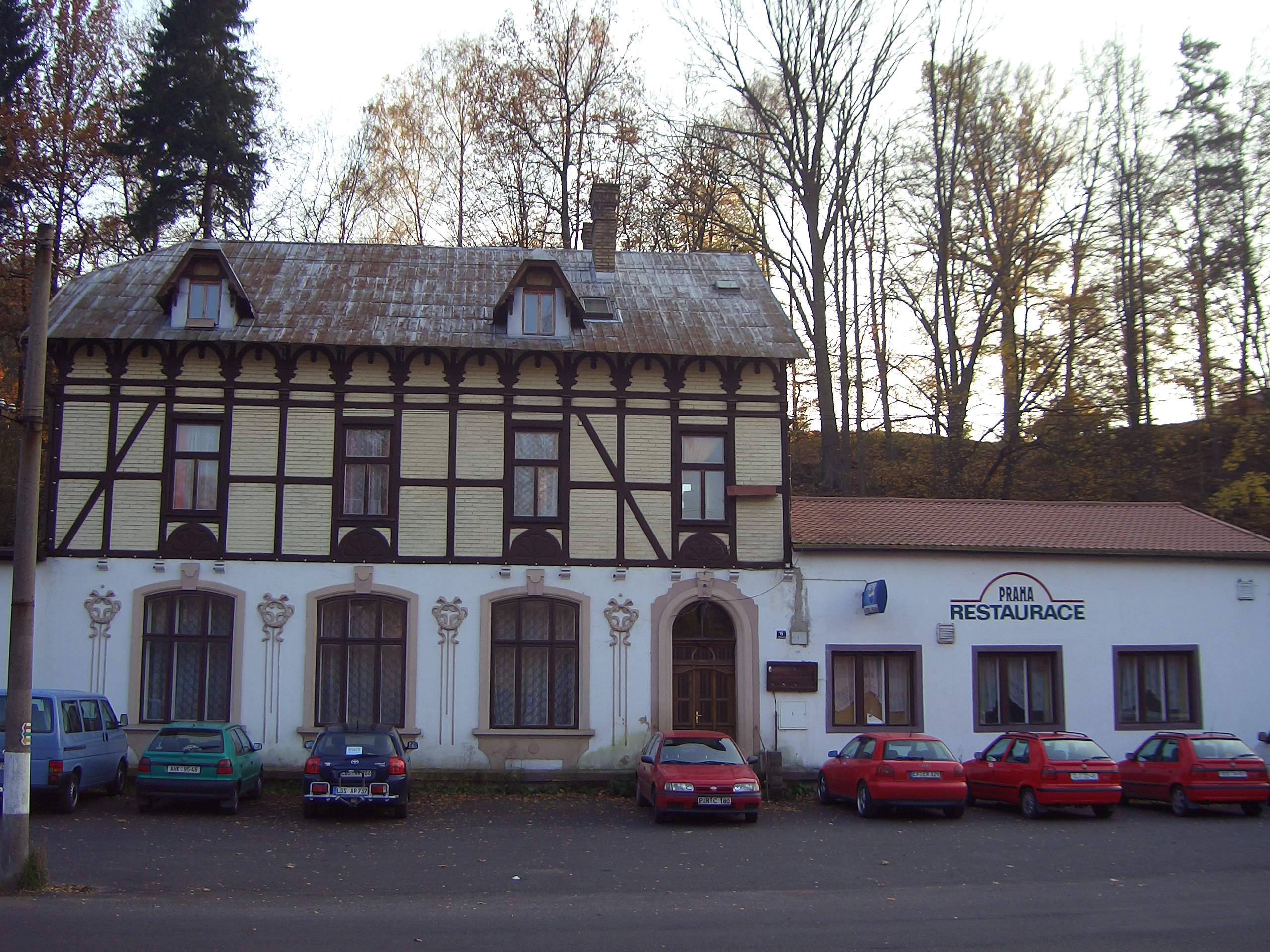
Ortsmitte, Jugendstilfassade.
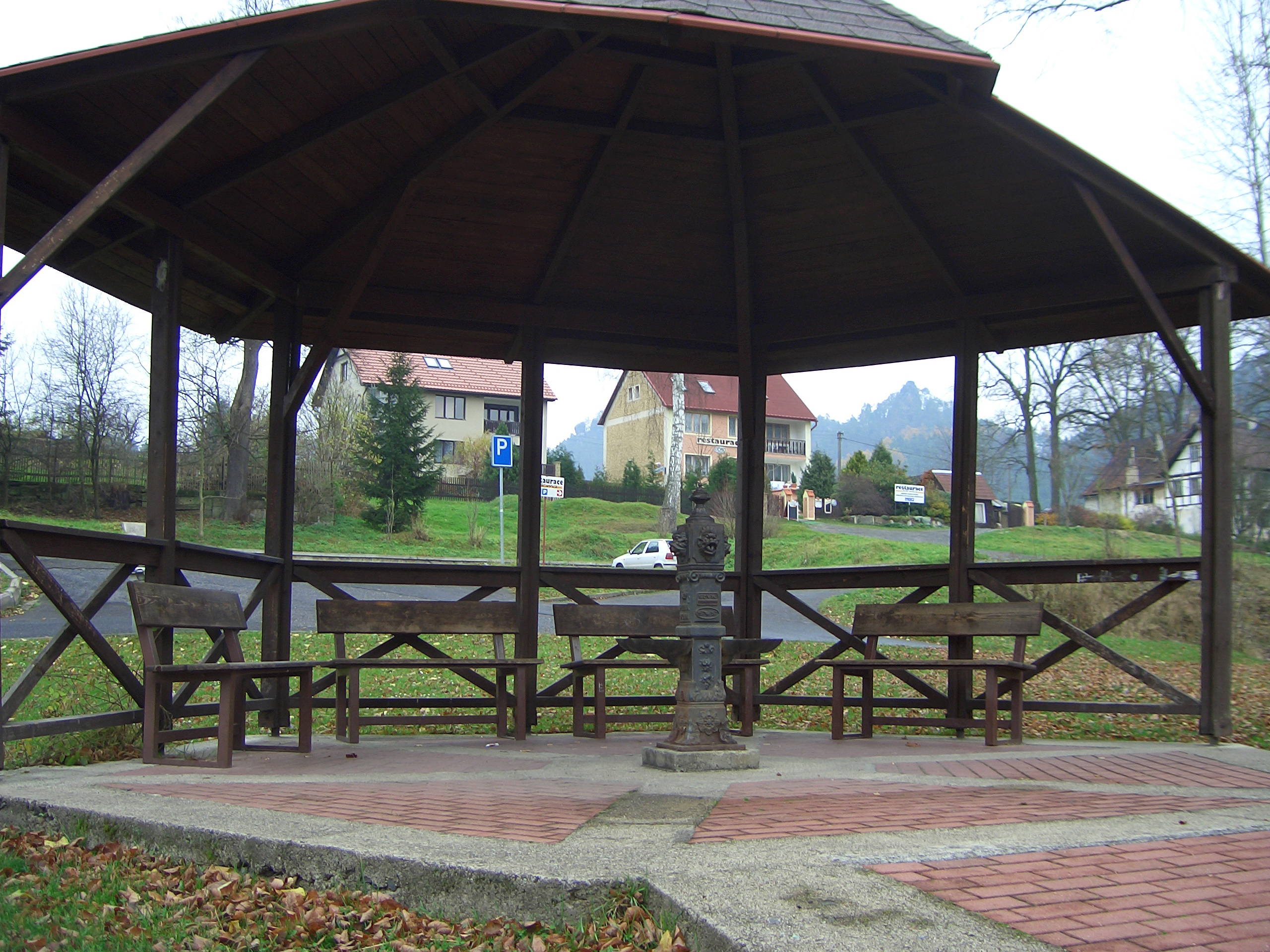
Ortsmitte.

## Wirtschaft und Infrastruktur
Jetřichovice ist ein bekannter Tourismusort, vor allem für Radfahrer, Wanderer und Kletterer.
Unweit vom Ort liegen in der sogenannten Dittersbacher Schweiz der Marienfels, die Wilhelminenwand, der Paulinengrund, der Rudolfstein und die Felsenburg Falkenstein.